# Cell 211
Cell 211 (spanska: Celda 211) är en spansk-fransk fängelsefilm från 2009 i regi av Daniel Monzón.
Filmen är baserad på Francisco Pérez Ganduls roman men samma namn.

## Utmärkelser
Filmen vann åtta Goyapriser 2010, inklusive priset för bästa film.

## Rollista i urval
- Luis Tosar - Malamadre
- Alberto Ammann - Juan "Calzones" Oliver
- Antonio Resines - Utrilla
- Marta Etura - Elena
- Carlos Bardem - Apache
- Luis Zahera - Releches
- Vicente Romero - Tachuela
- Manolo Solo - fängelsedirektören